# Nocny lot (powieść)

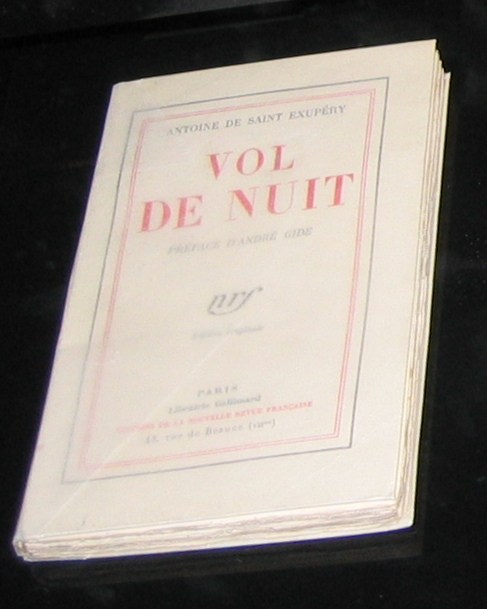

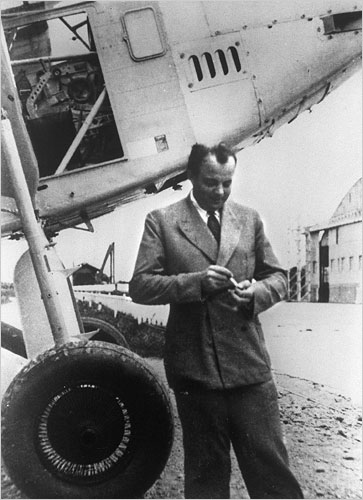
Autor w okresie powstania powieści (Tuluza, 1933)

Nocny lot (fr. Vol de nuit) – powieść francuskiego pisarza i lotnika Antoine’a de Saint-Exupéry’ego z 1931 roku.

## Tło powstania
Była to druga w dorobku twórczym pisarza powieść o cywilnych lotnikach po wcześniej opublikowanej i dobrze przyjętej Poczcie na południe („Courrier sud”, 1929). Oparta została na osobistych doświadczeniach autora, który pracując od 1926 dla Towarzystwa Latécoère (późniejsza Aéropostale), najpierw jako pilot poczty lotniczej, a następnie (1929-31) jako dyrektor jego południowoamerykańskiego oddziału Aeroposta Argentina, poznał w ten sposób opisywaną tematykę obustronnie. Powieść dedykował swemu ówczesnemu dyrektorowi Didierowi Daurat, będącemu pierwowzorem postaci ambitnego i wymagającego Rivière'a. Postać pilota Fabiena zdradza cechy osobiste, podobnie jak anonimowa postać jego młodej żony, nawiązująca do Consuelo – poznanej wówczas w Argentynie żony pisarza. Również inne, drugoplanowe postacie powieści wzorowane są na osobach pochodzących z ówczesnego zawodowego otoczenia autora.
Wydana z przedmową André Gide'a  przez paryskie wydawnictwo  Gallimard w grudniu 1931, powieść uzyskała w tym samym roku nagrodę Prix Femina i ugruntowała obecność jej autora w świecie literackim. Była jedną z pierwszych powieści wydanych przez Gallimarda w formacie kieszonkowym (seria „Le livre de poche”, 1953). Przełożona na kilka języków i wciąż zaliczana do światowych bestsellerów.

## Treść
Akcja tej niewielkiej objętościowo powieści jest równie skąpa: pilot Fabien odbywa uciążliwy lot z pocztą z odległej Patagonii do Buenos Aires. W centrali jego przelot śledzony jest przez dyżurnych radiotelegrafistów i  niecierpliwie oczekiwany przez zamiłowanego w punktualności dyrektora Rivière. Z niepokojem też czeka na przybycie męża jego młoda żona. Tymczasem początkowo korzystne warunki pogodowe pogarszają się i samolot Fabiena dostaje się w obszar groźnej burzy, w której pilot z wolna traci orientację. Kiedy do bazy przybywają inni piloci, a jego maszyny wciąż brak – oczekujący przyjmują dramatyczne przypuszczenie o zaginięciu za tragiczną pewność.

## Cechy powieści

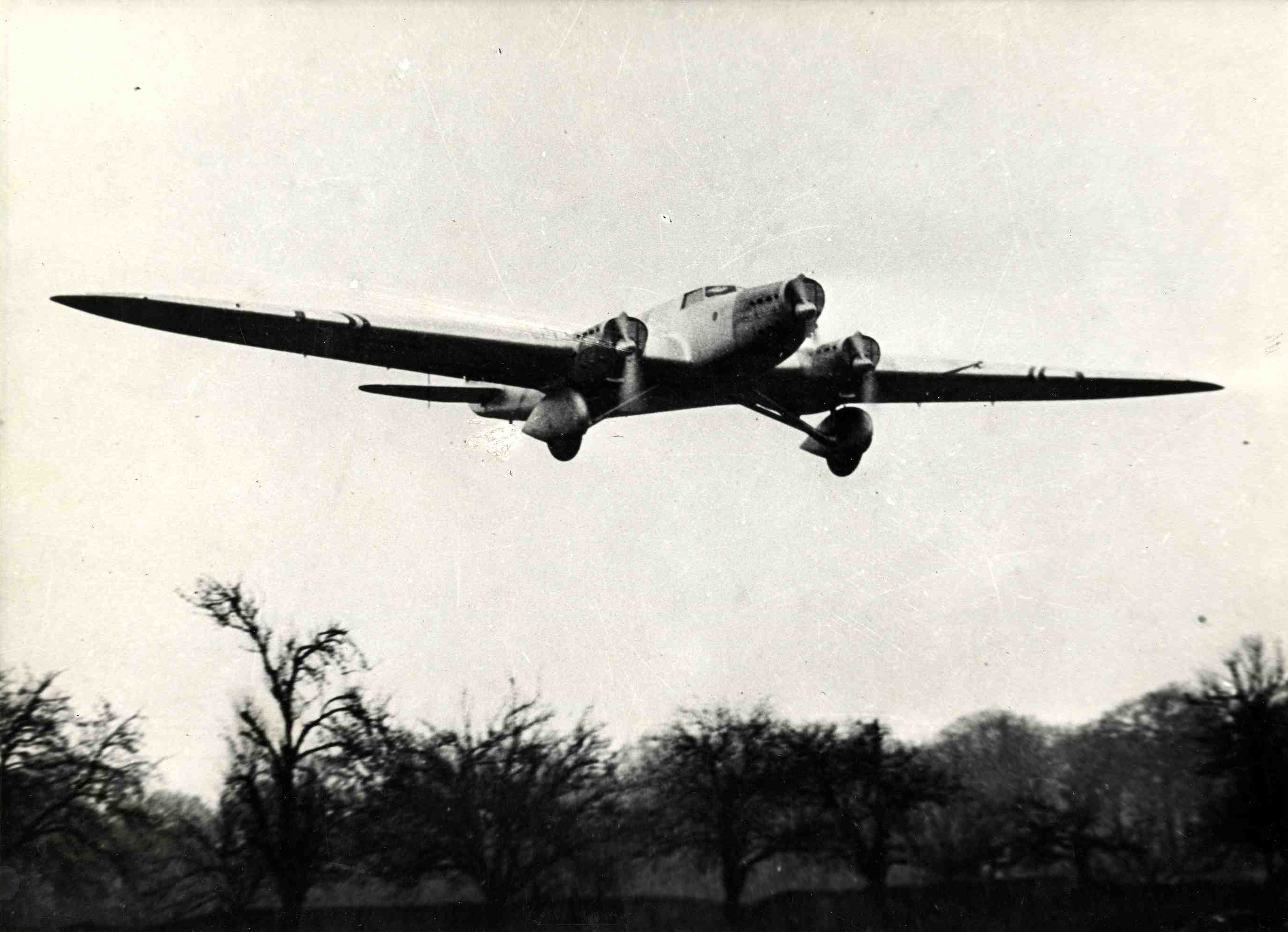
Samolot ówczesnej poczty lotniczej

Utwór ten uważany często za opowiadanie, jest w istocie powieścią psychologiczną, w której tragizm opisanej sytuacji pisarz połączył z ukazaniem swoistego heroizmu głównych postaci. Tocząca się w 1930 r. akcja rozgrywa się równolegle na dwóch planach i ma dwóch bohaterów (Fabien i Rivière). Jej osią jest tytułowy lot nocny, który „trwa niby choroba”, i podobnie jak ona, do zaangażowania się zmusza też innych. Dla autora stanowi on przede wszystkim niezwykłe tło dla ukazania dwóch przeciwstawnych osobowości: jedną jest arbitralny i wymagający szef, który w przesadnej trosce o dobro firmy stale nagina wolę swych pracowników, zmuszając ich do nadzwyczajnych dokonań. Drugą jest pracownik – jako uległy podmiot jego woli, który usiłując sprostać tym wymaganiom, często nadmiernie ryzykuje i niekiedy płaci własnym życiem.
Osobno nakreślono dramat młodej żony, której mężczyzna „przeznaczony jest na ową dziwną ofiarę”. Lotnik Fabien – człowiek, którego kocha i otacza swą troskliwością, a który zniewolony reżimem pracy, ustawicznie wymyka się i od niej oddala, stając się wtedy tajemniczy i obcy, jak ktoś prowadzący podwójne życie. Ich wspólne zacisze domowe jest dla niego „tylko dnem morza”, a pochłonięty swą pracą mąż doznaje w niej uczuć, których z kochającą żoną nie dzieli i które do końca pozostają dla niej skryte.
Na szczególnie kontrowersyjną, a przez to główną postać opowieści wykreowany jest jednak Rivière – szef ogarnięty pragnieniem udowodnienia wyższości poczty lotniczej nad innymi formami przesyłek, i obsesyjnie działający na rzecz wzrostu jej opłacalności dla przedsiębiorstwa. On sam jest zarazem twórcą i niewolnikiem rygorystycznego układu z drobiazgowo przestrzeganym regulaminem „przypominającym obrządek religijny”. Będąc jego surowym strażnikiem, jest przekonany, że „zbrodnią byłaby pobłażliwość”, a wszelkie okazywanie słabości innym może go tylko ośmieszyć. Zawodowa gorliwość zmusza go też do nieustannego pobudzania ambicji pracowników, by stłumić w nich naturalne poczucie obaw, wątpliwości i lęku. „Obchodzi go jedynie cel ostateczny” i jako osamotniony zwolennik nocnych lotów, tworzy w ten sposób bezwzględny system eksploatacji personelu, w którym nie ma miejsca na przyjaźń  (Można kochać tych, którym się rozkazuje, ale nie trzeba im o tym mówić).
W praktyce i on pada ofiarą tego układu: surowy rygor i brzemię odpowiedzialności za tych, którzy w lotach stale narażają swe życie, skutkuje jego wyobcowaniem w środowisku pracy i poza nią. Wprawdzie obojętny na swą opinię wśród pracowników, którym „zawsze przypomina dziewiętnastowiecznego wędrowca”, całkowicie pochłonięty swą misją i nieustannie zaangażowany w działanie – w istocie czuje się „obcy i osamotniony” nawet w tłumie otaczających go ludzi. W jego osobie pisarz dał wnikliwą analizę postaci chorobliwie skupionego na zadaniu i wyalienowanego z otoczenia zwierzchnika.

## Odbiór i adaptacje
Mimo ogólnego uznania i przyznanej nagrody, powieść natrafiła też w kraju na krytykę, przede wszystkim w kręgach zawodowych (pilotów), co wrażliwego autora dotknęło wywołując u niego przewlekły kryzys twórczy, zakończony dopiero w 1939 wydaniem kolejnej powieści (Ziemia, planeta ludzi). Z widocznym powodzeniem spotkał się odbiór utworu zagranicą. Już w 1933 powieść przeniósł na ekran Clarence Brown jako Nocny lot, w którym najważniejsze role zagrali John Barrymore (Rivière), Clark Gable (Fabien), Helen Hayes (jego żona), Robert Montgomery (pilot Pellerin) oraz Lionel Barrymore (inspektor Robineau).
Powieść stanowiła także inspirację dla amerykańskiego kompozytora Gardnera Reada, który w 1936-37 stworzył 7-minutowy utwór na orkiestrę zatytułowany  Night Flight, tone poem for orchestra, Opus 44. Z kolei Luigi Dallapiccola był twórcą osnutej na utworze opery Volo di notte, skomponowanej do włoskiego libretta (premiera we Florencji w maju 1940).

## Przekłady i wydania polskie
- Autoryzowany przekład Marii Czapskiej i Stanisława Stempowskiego – warszawski Gebethner i Wolff, 1933 (pierwsze wydanie)

Wydania w tym tłumaczeniu (niekiedy w jednej edycji z innymi utworami): PIW, Pax, Wydawnictwo Literackie, Książka i Wiedza, KAW, Siedmioróg.
- Przekład Elżbiety Teresy Sadowskiej – Warszawa: „Kama”, 1995
- Przekład Anny Trznadel-Szczepanek – Warszawa: „Muza”, 2002
- Przekład Barbary Przybyłowskiej – Ożarów Mazowiecki: Wydawnictwo Olesiejuk, 2012